# 韓昌慶
韓昌慶（한춘경，1994年3月28日—），北韓男子越野滑雪運動員，他於2018年平昌冬季奧運會出戰15公里自由式賽事，在119名參賽者以第101名完成賽事，時間為42分29秒2。

## 資料來源
1. ↑  . www.pyeongchang2018.com. 16 February 2018  [16 February 2018]. （原始内容存档于2018-02-17） （英语）.